# Kitty Kelly, M.D.
Kitty Kelly, M.D. er en amerikansk stumfilm fra 1919 af Howard Hickman.

## Medvirkende
- Bessie Barriscale som Dr. Kitty Kelly
- Jack Holt som Bob Lang
- Joseph J. Dowling som landsbyens Sheriff
- Wedgwood Nowell som Jerry Williams
- Mildred Manning som Lola